# Jacques Santini
Jacques Santini (Delle, Francuska, 25. travnja 1952.) je francuski nogometni trener i bivši nogometaš. Kao igrač, najveći dio karijere je proveo u Saint-Étienneu s kojim je dominirao francuskim prvenstvom tijekom 1970-ih dok je 1976. igrao u finalu Lige prvaka. Kao trener, Santini je osim svojeg bivšeg kluba, vodio i Lyon, Auxerre i Tottenham Hotspur dok je 2004. kao francuski izbornik vodio Galske pijetlove na Europskom prvenstvu u Portugalu.

## Karijera

### Klupska karijera
Od 1969. do 1981. godine, Jacques Santini je igrao za Saint-Étienne. Bio je ključan igrač kluba koji je tijekom 1970-ih dominirao francuskim nogometom. Tako je Santini s klubom osvojio četiri naslova francuskog prvaka (1974., 1975., 1976. i 1981.) i dva francuska kupa (1975. i 1977.) dok je 1976. s klubom igrao u finalu Lige prvaka protiv minhenskog Bayerna.
Nakon karijere u Saint-Étienneu, Santini je po dvije sezone bio član Montpellierea i Lisieuxa s time da je kao član Lisieuxa imao funkciju igrača-trenera.

### Trenerska karijera
Santini se smatra jednim od najznačajnijih trenera u francuskom nogometu. Zajedno s Jean-Michel Aulasom i Bernardom Lacombeom je sudjelovao u transformaciji Lyona od prosječnog kluba do današnjeg nogometnog giganta. U klubu je najprije bio tehnički direktor da bi potom dvije godine trenirao klub s kojim je 2002. osvojio Ligue 1.
Prije dolaska u Lyon, Jacques Santini je trenirao Toulouse, Lille i svoj bivši igrački klub Saint-Étienne.
2002. godine Santinija je magazin France Football proglasio najboljim francuskim nogometnim trenerom dok ga je 2003. Međunarodna federacija za nogometnu povijest i statistiku (IFFHS) proglasila najboljim izbornikom na svijetu.
Francusku reprezentaciju Santini je naslijedio od Rogera Lemerrea te ju je vodio od 2002. do 2004. S njome je osvojio Kup konfederacija 2003. te je sudjelovao na EURO-u 2004. ali je prije početka turnira odlučio da će napustiti reprezentaciju kada natjecanje završi. Ondje je Francuska neočekivano ispala u četvrtfinalu od Grčke, kasnijeg osvajača turnira.
Nakon Europskog prvenstva, Jacques je preuzeo londonski Tottenham Hotspur te je iznenađujuće podnio ostavku na mjesto trenera nakon svega 13 utakmica. U tom kratkom razdoblju imao je skor od pet pobjeda te po četiri remija i poraza. Službeno, Santini je napustio Tottenham zbog osobnih problema dok je 2005. izjavio da su razlogom odlaska bila neslaganja s tadašnjim sportskim direktorom Frankom Arnesenom. Trener je priznao da je jednim dijelom i sam kriv jer se složio da će doći u klub prije početka EURA 2004.
Nakon kratkotrajne engleske avanture, Santini je vodio Auxerre ali je smijenjen 2006. godine zbog sukoba s potpredsjednikom kluba i dugogodišnjim Auxerreovim trenerom Guyjom Rouxom.
23. lipnja 2008. Santinija se povezivalo sa škotskim Heartsom koji tada nije imao trenera ali je francuski stručnjak odbio tu ponudu. Također, prema pisanjima francuskih medija, Jacques Santini je odbio ponude za vođenjem reprezentacija Kameruna, Irana i Tunisa.
Posljednji klub u kojem je radio bio je Lens gdje je bio asistent treneru Jean-Guy Wallemmeu.

## Osvojeni trofeji

### Klupski trofeji
| Klub             | Trofej              | Sezona / godina |
| Francuska        | Francuska           | Francuska       |
| ---------------- | ------------------- | --------------- |
| AS Saint-Étienne | Francusko prvenstvo | 1973./74.       |
| AS Saint-Étienne | Francusko prvenstvo | 1974./75.       |
| AS Saint-Étienne | Francuski kup       | 1975.           |
| AS Saint-Étienne | Francusko prvenstvo | 1975./76.       |
| AS Saint-Étienne | Francuski kup       | 1977.           |
| AS Saint-Étienne | Francusko prvenstvo | 1980./81.       |

### Trenerski trofeji
| Klub      | Trofej              | Sezona / godina |
| Francuska | Francuska           | Francuska       |
| --------- | ------------------- | --------------- |
| Lyon      | Francusko prvenstvo | 2001./02.       |
| Lyon      | Francuski Liga kup  | 2001.           |
| Francuska | Kup konfederacija   | 2003.           |

## Vanjske poveznice
- Soccerbase.com
- Soccernet.Espn.go.com[neaktivna poveznica]